# Patinatge artístic als Jocs Olímpics d'hivern de 1984 - Dansa
Als Jocs Olímpics d'Hivern de 1984 celebrats a la ciutat de Sarajevo (Iugoslàvia) es disputà una prova de patinatge artístic sobre gel en categoria mixta de dansa que formà part del programa oficial dels Jocs.
La competició se celebrà entre els dies 10 i 14 de febrer de 1984 a l'Olympic Hall Zetra.

## Comitès participants
Hi participaren un total de 38 patindors d'11 comitès nacionals diferents.
| - Bulgària (4) - Canadà (4) - Estats Units (6) - França (2) - Itàlia (2) - Japó (2) |  | - Regne Unit (6) - RFA (2) - Txecoslovàquia (2) - Unió Soviètica (6) - R.P. de la Xina (2) |

## Medaller
| Or                                          | Argent                                             | Bronze                                              |
| Regne Unit Jayne Torvill · Christopher Dean | Unió Soviètica Natàlia Bestemiànova · Andrei Bukin | Unió Soviètica Marina Klímova · Serguei Ponomarenko |

## Resultats
| Posició | Nom                                  | CON             | CD | OD | FD | Pts. |
| ------- | ------------------------------------ | --------------- | -- | -- | -- | ---- |
| 1       | Jayne Torvill / Christopher Dean     | Regne Unit      | 1  | 1  | 1  | 2.0  |
| 2       | Natàlia Bestemiànova / Andrei Bukin  | Unió Soviètica  | 2  | 2  | 2  | 4.0  |
| 3       | Marina Klímova / Serguei Ponomarenko | Unió Soviètica  | 4  | 4  | 3  | 7.0  |
| 4       | Judy Blumberg / Michael Seibert      | Estats Units    | 3  | 3  | 4  | 7.0  |
| 5       | Carol Fox / Richard Dalley           | Estats Units    | 6  | 5  | 5  | 10.4 |
| 6       | Karen Barber / Nicky Slater          | Regne Unit      | 5  | 6  | 6  | 11.6 |
| 7       | Olga Volojínskaia / Aleksandr Svinin | Unió Soviètica  | 8  | 7  | 7  | 14.4 |
| 8       | Tracy Wilson / Robert McCall         | Canadà          | 7  | 8  | 8  | 15.6 |
| 9       | Petra Born / Rainer Schönborn        | RFA             | 9  | 9  | 9  | 18.0 |
| 10      | Elisa Spitz / Scott Gregory          | Estats Units    | 10 | 10 | 10 | 20.0 |
| 11      | Wendy Sessions / Stephen Williams    | Regne Unit      | 12 | 11 | 11 | 22.4 |
| 12      | Kelly Johnson / John Thomas          | Canadà          | 12 | 11 | 11 | 22.4 |
| 13      | Jindra Hola / Karol Foltan           | Txecoslovàquia  | 14 | 12 | 13 | 25.8 |
| 14      | Nathalie Herve / Pierre Bechu        | França          | 13 | 14 | 15 | 28.6 |
| 15      | Isabella Micheli / Roberto Pelizzola | Itàlia          | 15 | 15 | 14 | 29.0 |
| 16      | Klara Engi / Attila Toth             | Hongria         | 17 | 17 | 16 | 33.0 |
| 17      | Noriko Sato / Tadayuki Takahashi     | Japó            | 16 | 16 | 17 | 33.0 |
| 18      | Kistina Boianova / Iàvor Ivanov      | Bulgària        | 18 | 18 | 18 | 36.0 |
| 19      | Hongyan Xi / Xiaolei Zhao            | R.P. de la Xina | 19 | 19 | 19 | 38.0 |